# Маньковское сельское поселение (Ростовская область)
Маньковское сельское поселение — муниципальное образование в Чертковском районе Ростовской области.
Административный центр поселения — село Маньково-Калитвенское.

## Административное устройство
В состав Маньковского сельского поселения входят:
- село Маньково-Калитвенское;
- хутор Гераськин;
- хутор Гусев;
- хутор Дудниковский;
- хутор Лозовой;
- хутор Марьяны;
- хутор Филипповский;
- хутор Шевченковский.

До упразднения в 204 году входил хутор Криничный 2-й.

## Население
| 2010  | 2012  | 2013  | 2014  | 2015  | 2016  | 2017  |
| ----- | ----- | ----- | ----- | ----- | ----- | ----- |
| 4881  | ↘4805 | ↘4741 | ↘4720 | ↘4674 | ↘4667 | ↘4630 |
| 2018  | 2019  | 2020  | 2021  |       |       |       |
| ↘4566 | ↘4486 | ↗4523 | ↗4551 |       |       |       |